# تخطيط بيئي

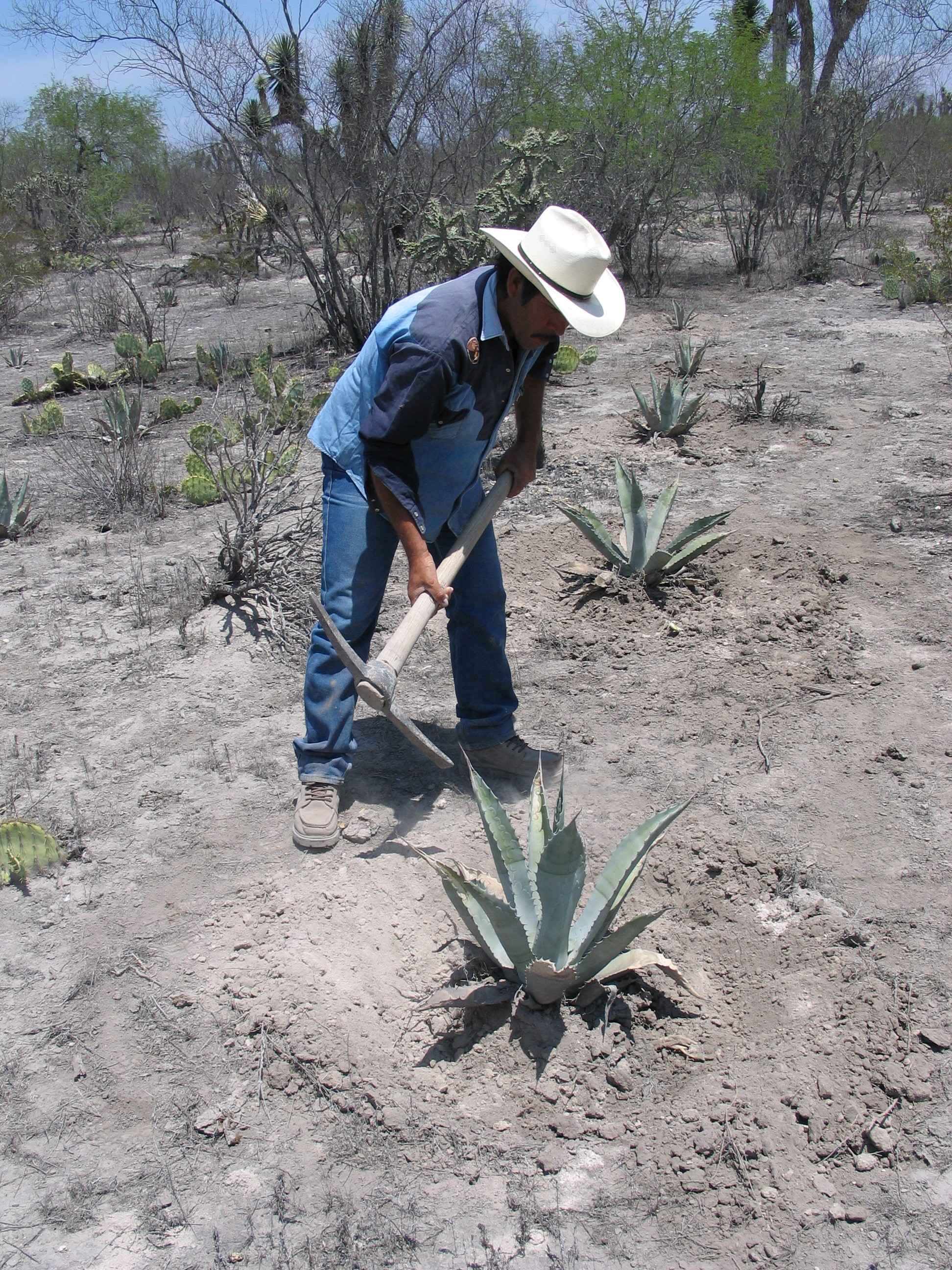

التخطيط البيئي هو عملية تيسير اتخاذ القرارات الداعمة لتطوير الأراضي، مع الأخذ بعين الاعتبار البيئة الطبيعية، وعوامل الحوكمة، والعوامل الاجتماعية والسياسية والاقتصادية. يوفر التخطيط البيئي نظامًا مترابطًا لتحقيق الاستدامة، ويتمثل أحد أهدافه الرئيسية في إنشاء مجتمعات مستدامة تسعى إلى حفظ الأراضي غير المستغلة وحمايتها.

## العناصر
يهتم التخطيط البيئي بعمليات صنع القرار التي تُدير العلاقات داخل النظم الطبيعية والنظم البشرية وعلاقتهما معًا، ويسعى إلى إدارة هذه العلاقات بطريقة فعالة، ومنظمة، وشفافة، ومنصفة لجميع مكونات هذه النظم في الحاضر والمستقبل. يُمارس التخطيط البيئي في الوقت الحاضر نتيجة توسع نطاق عمليات صنع القرار، وفي ما يلي بعض العناصر الرئيسية للتخطيط البيئي الحالي:
- التنمية الاجتماعية والاقتصادية
- التنمية المحلية
- التخطيط الحضري
- أنظمة البنية التحتية
- أطر إدارة الحكم
- إدارة الموارد الطبيعية والاستخدام المتكامل للأراضي

تشمل تقييمات التخطيط البيئي مجالاتٍ عدة، مثل: استخدام الأراضي، والاقتصاد الاجتماعي، والخصائص الاقتصادية والسكنية، والنقل، وتلوث الهواء، والتلوث الضوضائي، ومواطن الأنواع المهددة بالانقراض، والمناطق الرطبة، والمناطق المعرضة للفيضانات، وتآكل السواحل، والدراسات البصرية، وغيرها.

## أمريكا الشمالية

### الولايات المتحدة
يتناول مخططو البيئة في الولايات المتحدة مجموعة كاملة من اللوائح البيئية في أثناء عملهم على المشاريع المختلفة، بدءًا من المستوى الفدرالي وصولًا إلى مستوى المدن والولايات، التي تديرها وكالة حماية البيئة الأمريكية. طور إيكلستون مجموعة من التقنيات والأدوات المستخدمة في حل مشاكل التخطيط البيئي عبر شبكة الإنترنت. يتعين إجراء دراسات بيئية صارمة لتقييم آثار مشاريع البناء والتقليل من ضررها. تُستخدم المراجعة البيئية الشاملة المعروفة بتقييم الأثر البيئي (إي آي إس) أو النسخة الأقل شمولًا منها المسماة التقييم البيئي (إي إيه)، وتحدد الطريقة المتبعة في التقييم بناءً على حجم المشروع وأثره. تتبع الإجراءات البيئية مبادئ القانون الوطني للسياسة البيئية (إن إي بّي إيه)، وقانون مراجعة الجودة البيئية للدولة (إس إي كيو آر إيه)، وقانون مراجعة الجودة البيئة للمدينة (سي إي كيو آر)، وغيرها من القوانين واللوائح الصادرة عن الهيئات الفدرالية أو المؤسسات الحكومية.
منظمة المهنيين البيئيين (إيه إي بّي) هي منظمة غير ربحية تأسست في منتصف سبعينيات القرن العشرين، وارتبطت حينها بشكلٍ وثيق بقانون الجودة البيئية في كاليفورنيا، نظرًا إلى كونها من أولى الولايات التي اعتمدت إطارًا قانونيًا شاملًا لتنظيم استعراض المشاريع والسياسة البيئية العامة. تشمل المنظمة عددًا من المهنيين بتخصصات مختلفة، مثل العلوم البيئية، وإدارة الموارد، وغيرها من المهن المرتبطة بمجال التخطيط البيئي. تُعد هذه المنظمة الأولى من نوعها في الولايات المتحدة الأمريكية، وقد ساهم نفوذها في انتشار فروعها في جميع أنحاء الولايات المتحدة. تتمثل مهمة هذه المنظمات بتحسين المهارات التقنية للأعضاء، علاوة على تكريسها نفسها لتعزيز البيئة الطبيعية والبشرية وحمايتها.

## آسيا
ينظّم قانون الجمهورية رقم 10587 في دولة الفلبين ممارسة التخطيط البيئي، ويُعرِّف التخطيطَ البيئي بأنه «فن وعلم متعدد التخصصات لتحليل موارد الأراضي والمياه وتحديدها، وتوضيحها، ومواءمتها، وإدارتها، وتنظيم استخدامها وتطويرها، مع مراعاة علاقتها بمحيطها، بهدف تنمية المجتمعات والنظم البيئية المستدامة». يُعرف التخطيط البيئي بأسماءٍ عدة، مثل: التخطيط الحضري، أو الإقليمي، أو تخطيط المدن والدول، أو تخطيط المستوطنات البشرية.
المُخطِّط البيئي هو شخص مسجل ومرخص له بممارسة التخطيط البيئي، ويحمل شهادة تسجيل وبطاقة هوية مهنية صالحة من مجلس التخطيط البيئي ولجنة التنظيم المهني في جمهورية الفلبين، ولكي يحصل المخطط البيئي على الرخصة، فهو يحتاج إلى إثبات امتلاكه خبرة في التخطيط لا تقل عن عامين أو شهادة ماجستير في مجال دراسة ذي صلة، فضلًا عن شهادة البكالوريوس في الهندسة، أو الهندسة المعمارية، أو الاقتصاد، أو العلوم الاجتماعية الأخرى ذات الصلة بمجال التخطيط البيئي. مجالات اختصاص المخططين هي:
1. التخطيط العمراني
2. التخطيط الاجتماعي
3. التخطيط الاقتصادي
4. قانون التخطيط والإدارة
5. دراسات التخطيط الخاصة

تعمل الفلبين على طرح برنامج بكالوريوس مدته خمس سنوات في التخطيط البيئي، ليكون متطلبًا أساسيًا للحصول على الرخصة في التخطيط. حتى اللحظة، يستعرض مجلس التخطيط البيئي ولجنة التعليم العالي المنهاج الدراسي للتخطيط البيئي. المنظمة الوحيدة المعتمدة للمخططين البيئيين في الفلبين هي المعهد الفلبيني للمخططين البيئيين (بّي آي إي بّي).

## أستراليا

### خلفية
بدأ إدراج الاعتبارات البيئية في تخطيط استخدام الأراضي في أستراليا بعد مؤتمر الأمم المتحدة المعني بالبيئة البشرية في ستوكهولم في السويد في عام 1972. وُضعت مجموعة من المبادئ الرئيسية في ما يتعلق بالتخطيط والنشاط البشري، وأحد أبرز هذه المبادئ:
المبدأ رقم 13، ينبغي على الدول أن تعتمد نهجًا متكاملًا ومنسقًا في تخطيطها الإنمائي لضمان توافق التنمية مع الحاجة إلى حماية البيئة وتحسينها لصالح سكانها، ما يحقق إدارةً أكثر عقلانية للموارد الطبيعية ومن ثم يعمل على تحسين البيئة.
أقر كونغرس الولايات المتحدة قبل هذا المؤتمر قانون السياسة البيئية الوطنية، الذي طلب من الوكالات الحكومية أن تعلن الآثار البيئية لمقترحاتها الإنمائية وتبررها عبر إعداد بيان عن الأثر البيئي. واصلت شركة بورشيل وليستوكين تطوير هيكل نظام المعلومات البيئية (إي آي إس) واستُرشد بهذا النهج لوضع قواعد تنظيمية للأثر البيئي في جميع أنحاء العالم، وأسفر عن وضع تشريعات في عدة ولايات أسترالية.

### عمليات التخطيط البيئي الحديثة

#### جنوب أستراليا
يندرج التخطيط البيئي في جنوب أستراليا تحت إطار قانون التنمية لعام 1993. بموجب هذا القانون، يجري تقييم معظم التخطيط الحضري وتخطيط استخدام الأراضي وفقًا لخطط التنمية المحلية المسموح بها.

#### كوينزلاند
منح قانون التخطيط المتكامل لعام 1997 أكبر قدر من الرقابة على التخطيط لدى الحكومة المحلية، ولكنه تطلّب تقييم «المشاريع المهمة» من قبل منسّق عام من الدولة، بالإضافة إلى طلب بيان حول الأثر البيئي للمشروع في معظم الأحيان.
بعد ذلك، حل محله قانون التخطيط المستدام لعام 2009 الذي دخل حيز التنفيذ في 18 ديسمبر عام 2009. يهدف هذا القانون إلى تحسين النتائج البيئية المستدامة من خلال عمليات بسيطة، ويتضمن التسلسل الهرمي للتخطيط الإقليمي والمحلي على نطاق الولايات، والذي يتبع نموذج فيكتوريا. لا يزال بوسع المنسق العام الإعلان أن المشاريع هي «مشاريع هامة» تتطلب تقييمًا بعد ذلك بموجب قانون منظمة الدولة للتنمية والأشغال العامة لعام 1971.

## أوروبا
أَولى الاتحاد الأوروبي على مدى العقد الماضي اهتمامًا كبيرًا بالبيئة من خلال تشريع قوانين صارمة في ما يتعلق بالقضايا البيئية مثل تلوث الهواء والتربة والمياه، فضلًا عن فرضه قوانين خاصة بالمواد الخطرة والسامة. في الوقت الحالي، تُعد أكثر من 18 بالمئة من الأراضي التابعة للاتحاد الأوروبي مناطق طبيعية محمية. حتى الوقت الحاضر، يُحدِّد برنامجُ العمل البيئي السابع للاتحاد الأوروبي السياسةَ البيئية للاتحاد الأوروبي، ومن المتوقع أن تجري متابعتها حتى عام 2020. ويمتلك الاتحاد الأوروبي أهدافًا أبعد من ذلك بكثير، إذ يأمل بحلول عام 2050 امتلاكه «اقتصادًا مبتكرًا دائريًا لا يضيع فيه شيء، حيث تُدار الموارد الطبيعية على نحو مستدام، ويحظى التنوع البيئي بالحماية والتقدير والاستعادة بطرق تعزز من مرونة المجتمع».
يملك الاتحاد الأوروبي ثلاثة أهداف أساسية للمساعدة في تحقيق هذه الرؤية: الحفاظ على الموارد الطبيعية، والتحول إلى اقتصاد بيئي مستدام وفعال، وحماية صحة المواطنين.